# Ian Sinfield
Ian Sinfield (ur. 3 października 1934 w Londynie, zm. 12 marca 2010 w Perth) – australijski lekkoatleta, długodystansowiec.
W swoim debiucie w międzynarodowych zawodach zajął 43. miejsce w biegu maratońskim podczas igrzysk olimpijskich w Rzymie (1960). Dwa lata później na igrzyskach Imperium Brytyjskiego i Wspólnoty Brytyjskiej w Perth musiał wycofać się z rywalizacji maratończyków na 40. kilometrze.
Jedyny medal mistrzostw kraju Sinfield wywalczył w 1960, kiedy to zdobył złoto w maratonie ustanawiając swój rekord życiowy (2:25:14) w tej konkurencji.
Zmarł w wieku 75 lat po długiej walce z chorobą.